# 张仲鲁 (教育家)
张仲鲁（1895年—1968年10月13日），字广舆，男，河南巩义人，中国高等教育家，曾任國立中央大學總務長、河南省政协副主席、第二届全国政协委员。